# Mycena parabolica
Mycena parabolica är en svampart som först beskrevs av Elias Fries, och fick sitt nu gällande namn av Lucien Quélet 1872. Mycena parabolica ingår i släktet Mycena och familjen Mycenaceae.   Inga underarter finns listade i Catalogue of Life.